# Апе
Апе (латис. Ape, нім. Hoppenhof) — місто на півночі Латвії, розташоване на кордоні з Естонією.

## Назва
- Апе́ (латис. Ape;  вимова) — сучасна латиська назва.
- Гопа (ест. Hopa) — естонська назва.
- Гоппенгоф (нім. Hoppenhof) — стара німецька назва.

## Географія
Розташоване на півночі Латвії, на кордоні з Естонією.